# Lesák skladištní
Lesák skladištní (Oryzaephilus surinamensis) je štíhlý plochý brouk se šesti zoubky na každé straně štítu, barvy od hnědočervené – světle hnědé až tmavohnědé. Krovky má zbrázděné, vzadu zaokrouhlené, vpředu zaúhlené, na bocích předohrudi jsou výrazné zoubky. Jeho larva má na hřbetě prvních tří článku dvě hnědé skvrny, tělo je řídce porostlé chloupky, barvy bílé až žluté se žlutohnědou hlavou. Je velmi pohyblivá. Velikost larvy se pohybuje od 2,9 – 3,8 mm, velikost dospělce 2,5–3 mm.

## Životní cyklus
Vývoj s proměnou dokonalou: z vajíčka 22 dní, larva má stádium 40 dní, kukla 20 dní při 18 °C. Průměrný vývoj trvá 80 dní, při teplotě 35 °C se vývoj urychluje až na 21 dní. Pod 18 °C se vývoj téměř zastavuje. Dospělec se dožívá až 12 měsíců. Je odolný proti nízkým do −14 °C i vysokým teplotám do +52 °C, které přežije po několik hodin. Samice klade 200 až 350 podlouhlých, lesklých, bílých vajíček za rok volně do přírody nebo přímo do potravin. Během roku může mít ve skladech 2 až 7 generací. Vhodné podmínky jsou v rozmezí teplot 20 °C až 35 °C.

## Výskyt
V přírodě se vyskytují pod kůrou stromů, kde se živí lýkem. Nejčastěji se vyskytuje především ve skladech, silech a v domácnosti v potravinách. Lesák skladištní je nebezpečný invazivní škůdce, který dovede proniknout velice malými skulinami, proniknout do uzavřených obalů (larvy se dovedou prokousat skrz igelitový nebo papírový obal). V napadeném zboží (potravině) se velmi rychle množí a šíří. Živí se především obilím, moukou a moučnými výrobky (těstoviny, sušenky, pečivo, atd.), rýži, olejnatými semeny, luštěniny. Napadá i sušené ovoce, tabák, čaje, čokoládu nebo i sušené maso nebo koření. Napadá obilniny poškozené pilousi. V obilních skladech může zapříčinit ohniska záhřevu.

## Ochrana, prevence, likvidace
V domácnostech uchovávat potraviny ve skleněných nebo porcelánových dobře uzavřených obalech (nádobách). Udržovat čistotu ve skladovacích prostorách, občas je vyčistit horkou vodou nebo parním čističem. Napadené potraviny beze zbytku zničit. Skladovací prostor vymýt a ošetřit chemickými přípravky proti hmyzu. Obaly nenapadených potravin zkontrolovat (záhyby, škvíry spojů). Je možné likvidovat lesáka lesního zmrazením potravin pod −20 °C po dobu 7 dní nebo zahřátím na +60 °C po dobu jedné hodiny.
Ve skladech se likviduje mechanicky pročištěním skladovaného zboží nebo jeho úplnou likvidací. Skladové prostory se mohou ošetřit fyzikálně – sníženou teplotou na −20 °C po dobu 7 dní nebo teplotou +60 °C po dobu 1 hodiny. Chemicky ošetřením reziduálními chemickými prostředky nebo fumigací.

## Ostatní
S lesákem skladištním se obvykle vyskytuje i lesák moučný (Cryptolestes ferrugineus).